# باري هانكوك
باري هانكوك (بالإنجليزية: Barry Hancock)‏ (30 ديسمبر 1938 في المملكة المتحدة - 10 سبتمبر 2013) هو حكم كرة قدم ولاعب كرة قدم بريطاني في مركز الهجوم. لعب مع بورت فايل ونادي كرو ألكساندرا وستافورد رينجرز.

## وصلات خارجية
- باري هانكوك على موقع قاعدة بيانات كرة القدم.إي يو (الإنجليزية)